# FS Maria S. Merian
Le FS Maria S. Merian est un navire océanographique allemand  (FS, en allemand : Forschungsschiff), pouvant naviguer dans les glaces, exploité par l'Institut Leibniz pour la recherche en mer Baltique à Warnemünde. Le gestionnaire nautique est le Briese Schiffarht GmbH & Co. UK (de)  à Leer.
Il porte le nom de la naturaliste Anna Maria Sibylla Merian. Son port d'attache est Rostock. Il a remplacé le vieux A.v. Humboldt lancé en 1967.

## Histoire
Le Maria S. Merian a été le premier navire de recherche nouvellement construit en Allemagne après une pause de 12 ans. Sa construction s'inscrivait dans le cadre d'un renouvellement de la flotte de navires de recherche allemands, deux navires de recherche de taille moyenne existants étant actuellement démantelés en raison de leur âge. Il est capable d’opérer dans des régions proches des pôles et peut supporter des glaces dérivantes jusqu’à une épaisseur de 50 cm.
Sa quille  a été posée en juin 2003 sur le quai  du chantier navalMaritim Ltd. à Gdańsk en Pologne, qui appartient à la société allemande Kröger Werft . La construction a été achevée à Schacht-Audorf, en Allemagne, et le navire a été baptisé et mis à l'eau en juillet 2005. Le navire a été mis au point pour des essais intensifs dans le golfe de Gascogne en septembre 2005 et, en février 2006, il a été confié à l'Institut Leibniz de Warnemünde. Sa première mission de recherche l’a emmené en mer Baltique au début de 2006.
Le navire dispose d'un certain nombre de laboratoires dans l'équipement de base pour divers domaines d'expertise, et une charge maximale de 150 tonnes de matériel scientifique supplémentaire est possible.

## Galerie

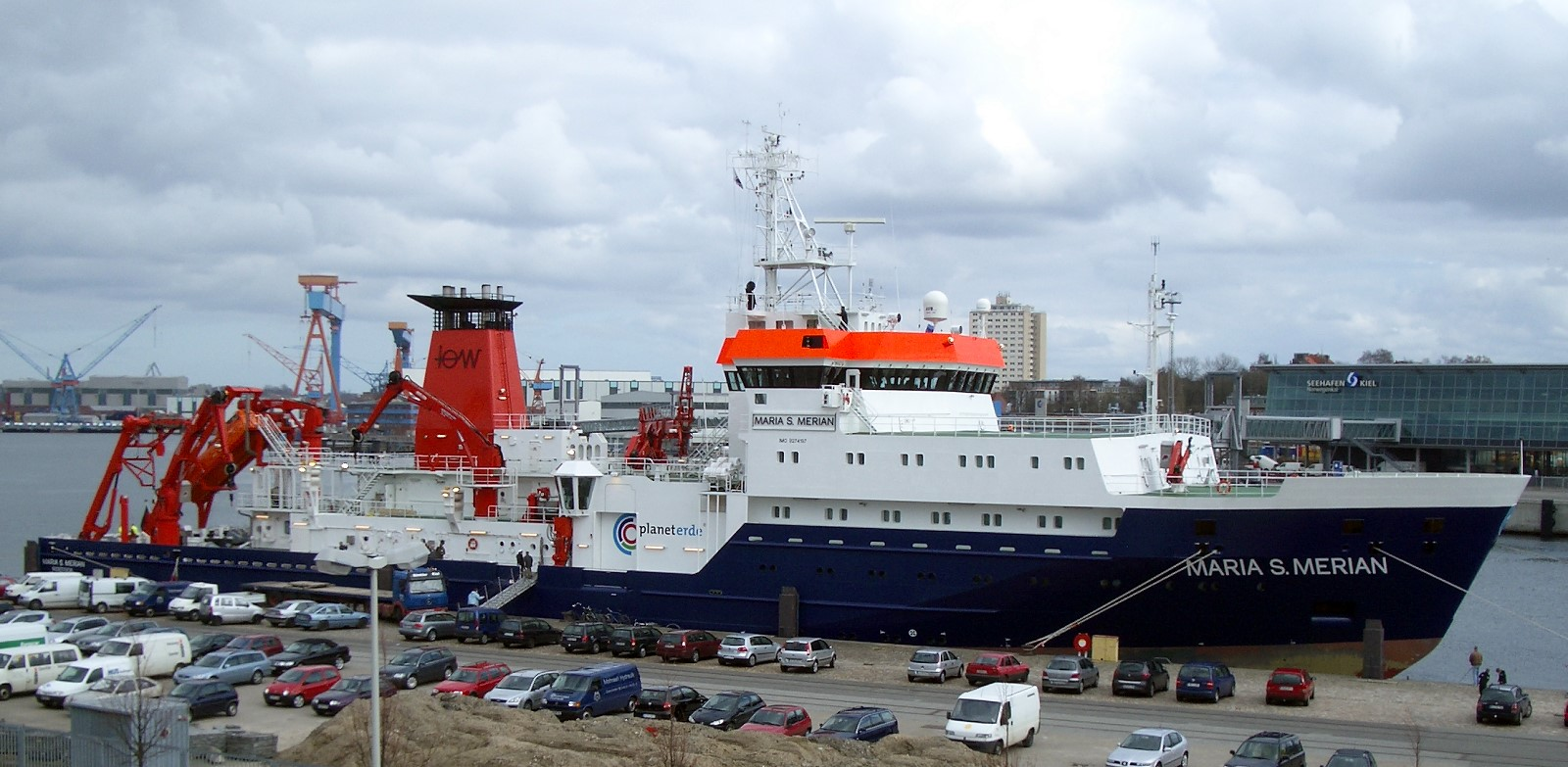
RV Maria S. Merian
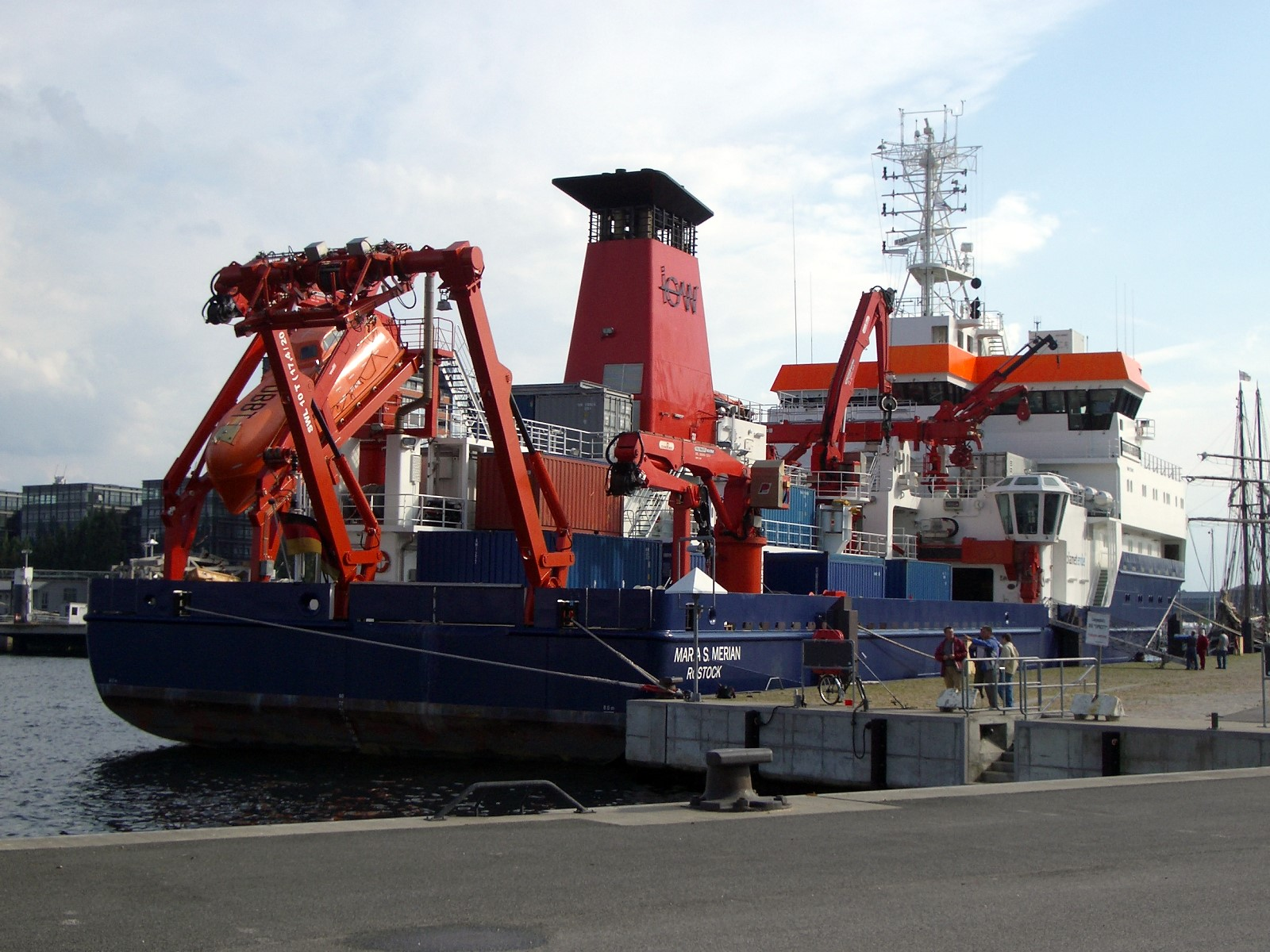
RV Maria S. Merian (pont arrière)

### Note et référence
1. ↑  Maria S. Merian - Site Briese Schiffarht

- (en) Cet article est partiellement ou en totalité issu de l’article de Wikipédia en anglais intitulé « FS Maria S. Merian » (voir la liste des auteurs).